# Lipocrea fusiformis
Espèce
Synonymes
- Meta fusiformis Thorell, 1877
- Larinia quadrinotata Simon, 1889
- Larinia lutescens Thorell, 1898

Lipocrea fusiformis est une espèce d'araignées aranéomorphes de la famille des Araneidae.

## Distribution
Cette espèce se rencontre en Inde, en Birmanie, en Thaïlande, au Viêt Nam, aux Philippines, à Taïwan, au Japon et en Indonésie à Sulawesi,.

## Description
Le mâle décrit par Chang et Tso en 2004 mesure 6,30 mm et la femelle 10,22 mm.

## Publication originale
- Thorell, 1877 : Studi sui Ragni Malesi e Papuani. I. Ragni di Selebes raccolti nel 1874 dal Dott. O. Beccari. Annali del Museo Civico di Storia Naturale di Genova, vol. 10, p. 341-637  (texte intégral).